# Gerhard Nebel
Gerhard Fritz Christian Nebel (* 26. September 1903 in Dessau; † 23. September 1974 in Stuttgart) war ein deutscher Schriftsteller, Altphilologe, Essayist und konservativer Kulturkritiker.

## Jugend, Lehrertätigkeit und erstes Buch
Nach dem Tod seiner Eltern – der Vater starb 1911, die Mutter 1918 – zog Gerhard Nebel zu seinem 13 Jahre älteren Bruder und dessen Frau nach Koblenz und legte dort 1922 das Abitur ab. Zeitweilig war er ein Klassenkamerad von Joseph Breitbach (mit dem es 1953 allerdings zu juristischen Auseinandersetzungen kam). Er wollte Studienrat werden und studierte von 1923 bis 1927 – unter anderem bei Martin Heidegger und Karl Jaspers – in Freiburg, Marburg und Heidelberg die Fächer Philosophie und Altphilologie. Nach seiner Promotion Plotins Kategorien der intelligiblen Welt bei Ernst Hoffmann 1927 in Heidelberg und den beiden Staatsexamen trat er im Ruhrgebiet in den Schuldienst, wurde aber nach einiger Zeit wegen sozialistischer Agitation vom Schuldienst suspendiert. Er war Mitglied in der Kölner Sozialistischen Arbeiterpartei. Auch eine erneute Unterrichtstätigkeit 1933 am Regino-Gymnasium in Prüm/Eifel endete nach einem Jahr mit einer Suspendierung. Nebel reiste nach Ägypten, war dort als Hauslehrer tätig, wurde Studienrat in Köln, ca. 1937 Gymnasiallehrer in Opladen und unternahm 1938/1939 eine Ostafrika-Reise. Dortige Erlebnisse verarbeitete er neben essayistischen Betrachtungen zu Ernst Jünger in seinem ersten Buch Feuer und Wasser (1939).

## Kriegsjahre und Veröffentlichungen
Nach seiner Einberufung zur Luftwaffe kam Nebel 1941 als Dolmetscher nach Paris, wo er in der „Georgs-Runde“ mit Ernst Jünger zusammentraf. Er wurde wegen eines Aufsatzes, in dem er die Kampfflugzeuge mit Insekten verglich, denunziert und als Bausoldat auf die Kanalinsel Alderney strafversetzt. Nach Kriegsende veröffentlichte er drei Kriegstagebücher (wofür er 1950 den Kunstpreis der Stadt Wuppertal erhielt, wo er zehn Jahre lang lebte) sowie die Essaybände Von den Elementen und Tyrannis und Freiheit, in denen er sich mit seinem eigenen Verhalten und dem der Deutschen während der NS-Zeit auseinandersetzte.

## Nachkriegsjahre, Charakter und reges literarisches Schaffen
Nebel musste 1955 aus gesundheitlichen Gründen den Schuldienst verlassen und lebte bis zu seinem Tod als freier Schriftsteller in Süddeutschland. Er war befreundet mit Ernst Jünger, Carl Schmitt und Erhart Kästner und führte einen intensiven Briefwechsel mit zahlreichen Persönlichkeiten, zum Beispiel mit Friedrich Georg Jünger und Werner Helwig. Er reiste viel und schrieb Reisebücher sowie Beiträge für die FAZ, Neue Deutsche Hefte, Scheidewege sowie für Merian und Christ und Welt. Sein letztes Buch Hamann erschien 1973.
Nebel war ein schwieriger Mensch. Für Heinrich Böll, der ihn vertretungsweise als Deutschlehrer erlebte, war Nebel „eine Mischung aus höchster Sensibilität mit einer gewissen Rauhbeinigkeit, etwas Poltrig-Liebenswürdig-Bärenhaftes“. Nebel wechselte mehrmals seine Überzeugungen, er war Sozialdemokrat, später Marxist, Nihilist, Atheist, Reaktionär und schließlich nach dem Zweiten Weltkrieg ein Gottsucher und ein sehr eigensinniger Konservativer. Er war aufbrausend, konnte polemisch und unsachlich sein, manchmal beleidigend, und war in all seinen Überzeugungen stets ein eifernder Fundamentalist, weswegen er sich mit fast allen Leuten überwarf.

## Gerhard Nebel und Ernst Jünger
Die Lektüre der Bücher Ernst Jüngers beeinflusste Nebel sehr, durch ihn fühlte er sich zum Schreiben berufen und er widmete ihm auch seine ersten Schriften. In Abenteuer des Geistes (1949) interpretierte er sein Werk. Er korrespondierte intensiv mit Jünger und es entstand ein reger geistiger Austausch, der eine jähe Unterbrechung erfuhr, als Nebel Jüngers Buch Heliopolis (1949) kritisierte. Erst 1960 versöhnten sich die beiden wieder. Nach Meinung des Literaturkritikers Sebastian Kleinschmidt ist Jüngers 2003 veröffentlichter Briefwechsel mit Nebel im Vergleich zu den zahlreichen übrigen Korrespondenzen, die Jünger führte, der gehaltvollste.

## Gerhard Nebel und sein Bezug zur Antike
Als Altphilologe beschäftigte sich Nebel intensiv mit der griechischen Geistesgeschichte. Er bediente sich bei seiner Neuinterpretation der griechischen Kultur keiner wissenschaftlichen Methoden, sondern setzte darauf, ein Werk nachzuerleben, um es zu verstehen. Seine Einsichten und seine daraus entwickelte Philosophie publizierte er in vielen Essay-Veröffentlichungen, zum Beispiel in Pindar und die Delphik (1961). In seinen letzten Lebensjahren versuchte er, Mythos, Tragödie und Philosophie der Antike auf der Grundlage des protestantisch-christlichen Glaubens zu deuten. In seinem Buch Weltangst und Götterzorn (1951) behauptete er: „Christlicher Glaube und hellenische Tragik sind identisch.“

## Das Werk Nebels aus heutiger Sicht
Gerhard Nebel war bereits in Vergessenheit geraten, als zwischen 2001 und 2004 mehrere Neuerscheinungen auf ihn aufmerksam machten: eine Essaysammlung, eine Biographie, eine Autobiographie und vor allem sein Briefwechsel mit Ernst Jünger, der ausführlich von allen überregionalen Zeitungen besprochen wurde. Jünger hatte ihm am 17. Dezember 1947 geschrieben: „Ihre Prosa hat etwas Sicheres und Tragendes, auch etwas Robustes, das die Literaten recht unbehaglich anmuten mag. Man merkt, es tritt ein freier Geist in die Arena“. Diesen „freien Geist“ zeigte Nebel auch in seinen Reisebüchern, die sehr eigenwillig, lebendig, intelligent, aber heute befremdend konservativ wirken (so lobte er in Portugiesische Tage die damalige Regierung des Diktators António de Oliveira Salazar). Die von Gerald Zschorsch zusammengestellten Essaysammlung zeigt Nebel als einen unabhängigen Beobachter und Einzelgänger seiner Zeit. Nebel sieht, zusammengefasst, die Menschen als notwendig Scheiternde.

## Werke
- Plotins Kategorien der intelligiblen Welt. Tübingen 1929.
- Feuer und Wasser. Hamburg 1939.
- Vom Geist der Savanne. Hamburg 1941.
- Von den Elementen. Essays. Marées, Wuppertal 1947.
- Tyrannis und Freiheit. Drei Eulen, Düsseldorf 1947.
- Bei den nördlichen Hesperiden. Tagebuch aus dem Jahre 1942. Marées, Wuppertal 1948.
- Ernst Jünger und das Schicksal des Menschen. Marées, Wuppertal 1948.
- Ernst Jünger. Abenteuer des Geistes. Marées, Wuppertal 1949.
- Auf ausonischer Erde. Italienisches Tagebuch 1943/44. Marées, Wuppertal 1949.
- Unter Partisanen und Kreuzfahrern. Klett, Stuttgart 1950.
- Weltangst und Götterzorn. Eine Deutung der griechischen Tragödie. Klett, Stuttgart 1951.
- Die Reise nach Tuggurt. Klett, Stuttgart 1952.
- Das Ereignis des Schönen. Klett, Stuttgart 1953.
- Phäakische Inseln. Eine Reise zum kanarischen Archipel. Klett-Cotta, Stuttgart 1954 (3. Auflage 1987, ISBN 3-608-95495-3).
- Feuer und Wasser. Ostafrikanische Bilder und Erinnerungen. Stuttgart 1955.
- Die Not der Götter. Welt und Mythos der Germanen. Hoffmann und Campe. Hamburg 1957.
- An den Säulen des Herakles. Andalusische und marokkanische Begegnungen. Klett, Hamburg 1957.
- Homer. Klett, Stuttgart 1959.
- Pindar und die Delphik. Klett, Stuttgart 1961.
- Orte und Feste. Zwischen Elm und Esterel. Hoffmann und Campe, Hamburg 1962.
- Hinter dem Walde. 16 Lektionen für Zeitgenossen. Hoffmann und Campe, Hamburg 1964.
- Zeit und Zeiten. Klett, Stuttgart 1965.
- Portugiesische Tage. Hoffmann und Campe, Hamburg 1966.
- Die Geburt der Philosophie. Klett, Stuttgart 1967.
- Meergeborenes Land. Griechische Reisen. Hoffmann und Campe, Hamburg 1968.
- Sokrates. Klett, Stuttgart 1969.
- Sprung von des Tigers Rücken. Klett, Stuttgart 1970.
- Hamann. Klett, Stuttgart 1973, ISBN 3-12-906060-X.
- Schmerz des Vermissens. Essays. Ausgewählt von Gerald Zschorsch. Mit einem Nachwort von Sebastian Kleinschmidt. Klett-Cotta, Stuttgart 2000, ISBN 3-608-93458-8.
- „Alles Gefühl ist leiblich“. Ein Stück Autobiographie. Herausgegeben von Nicolai Riedel. Mit einem Essay von Martin Mosebach. Deutsche Schillergesellschaft, Marbach 2003, ISBN 3-933679-91-5.
- Ernst Jünger, Gerhard Nebel: Briefe (1938–1974), hrsg. Ulrich Fröschle und Michael Neumann. Klett-Cotta, Stuttgart 2003, ISBN 3-608-93626-2.
- Zwischen den Fronten. Kriegstagebücher 1942–1945. Herausgeber: Michael Zeller, wjs, Berlin 2010, ISBN 978-3-937989-69-3.